# Vadnais Heights (Minnesota)
Vadnais Heights es una ciudad ubicada en el condado de Ramsey en el estado estadounidense de Minnesota. En el Censo de 2010 tenía una población de 12302 habitantes y una densidad poblacional de 576,44 personas por km².

## Geografía
Vadnais Heights se encuentra ubicada en las coordenadas 45°3′19″N 93°4′21″O / 45.05528, -93.07250. Según la Oficina del Censo de los Estados Unidos, Vadnais Heights tiene una superficie total de 21.34 km², de la cual 18.09 km² corresponden a tierra firme y (15.25%) 3.26 km² es agua.

## Demografía
Según el censo de 2010, había 12302 personas residiendo en Vadnais Heights. La densidad de población era de 576,44 hab./km². De los 12302 habitantes, Vadnais Heights estaba compuesto por el 84.89% blancos, el 3.62% eran afroamericanos, el 0.46% eran amerindios, el 7.56% eran asiáticos, el 0.04% eran isleños del Pacífico, el 1.07% eran de otras razas y el 2.37% pertenecían a dos o más razas. Del total de la población el 2.81% eran hispanos o latinos de cualquier raza.